# 進藤みく
進藤 みく（しんどう みく、1991年9月25日）は、日本のAV女優。ピースプロモーション所属。
身長:151cm。スリーサイズ:B78(B-70)・W58・H85cm。血液型:O型。

## 略歴・人物
2010年にデビューしたロリ系AV女優である。

## 出演作品

### アダルトビデオ
2010年
- 素人娘、お貸しします VOL.29 （6月22日、プレステージ） ※デビュー作
- 田舎から東京にやって来た 修学旅行生 4 （8月5日、SODクリエイト） ※「遠藤美紀」名義
- お尻えっち （8月15日、ワープエンタテインメント）
- 泣きじゃくり 泣き虫美少女・涙ぼろぼろイラマチオ （9月15日、ドリームチケット）
- ナカダシ転校生 （10月15日、ワープエンタテインメント）
- 無垢ゴックン 〜変態兄に精飲調教された、純真な妹〜 （10月19日、エムズビデオグループ）
- レズKissマーク 2 （10月20日、レイディックス）…共演:橘美穂
- ぶっかけ 面汚し （10月20日、プールクラブ・エンタテインメント）…オムニバス作品 他出演:大城かえで、菅野由紀、櫻井夕樹、風見渚
- 応募女子シェアなう 「当日限定」 1 （10月21日、フルセイル）
- 電流アクメ拷問所 痙攣女体くらげ 8 （10月23日、ベイビーエンターテイメント）
- 進藤みくのゴックン変態汁 （11月5日、ラッシュ）
- マンズる女をオカズにしながら、センズる自分もオカズにされちゃう 変態相互オナニー （11月15日、ワープエンタテインメント）…オムニバス作品 他出演:篠めぐみ、管野しずか、葵ちひろ、長澤あずさ、弘前亮子、阿利希カレラ、神河美音
- 女子高生♥口マ●コ 素直で可愛い教え子は教師のチ○ポを自ら進んでイラマチオ （11月18日、ヒビノ）
- 完全主観 ハーレム学園 （11月18日、アキノリ）…共演:春咲あずみ、大沢美加、つぼみ、桜りお、成瀬心美、大槻ひびき、水城奈緒、あすかみみ、羽月希、星崎アンリ、朝倉ことみ、直嶋あい、小西レナ、橘美穂、小谷真紀
- エスカレートしすぎる美少女5人、あなたの自宅に突撃訪問。 （11月18日、プレステージ）…共演:大沢美加、成瀬心美、つぼみ、並木アンナ
- 素人娘・ケツ穴強制姦通倶楽部 （11月19日、ドグマ）
- アナルが良すぎて白目をむくの。みく18歳 （11月19日、乱丸）

2011年
- ネバスペ同級生 （1月7日、ラッシュ）…共演:牧瀬ひな
- 女性専用洗体エステサロン ～女の体で女を洗うナチュラルBODYマッサージ～ (2月19日、アキノリ)共演:橘美穂、小谷真紀、朝倉ことみ、星崎アンリ、小西レナ、直嶋あい、羽月希